# Schlemmerfilet

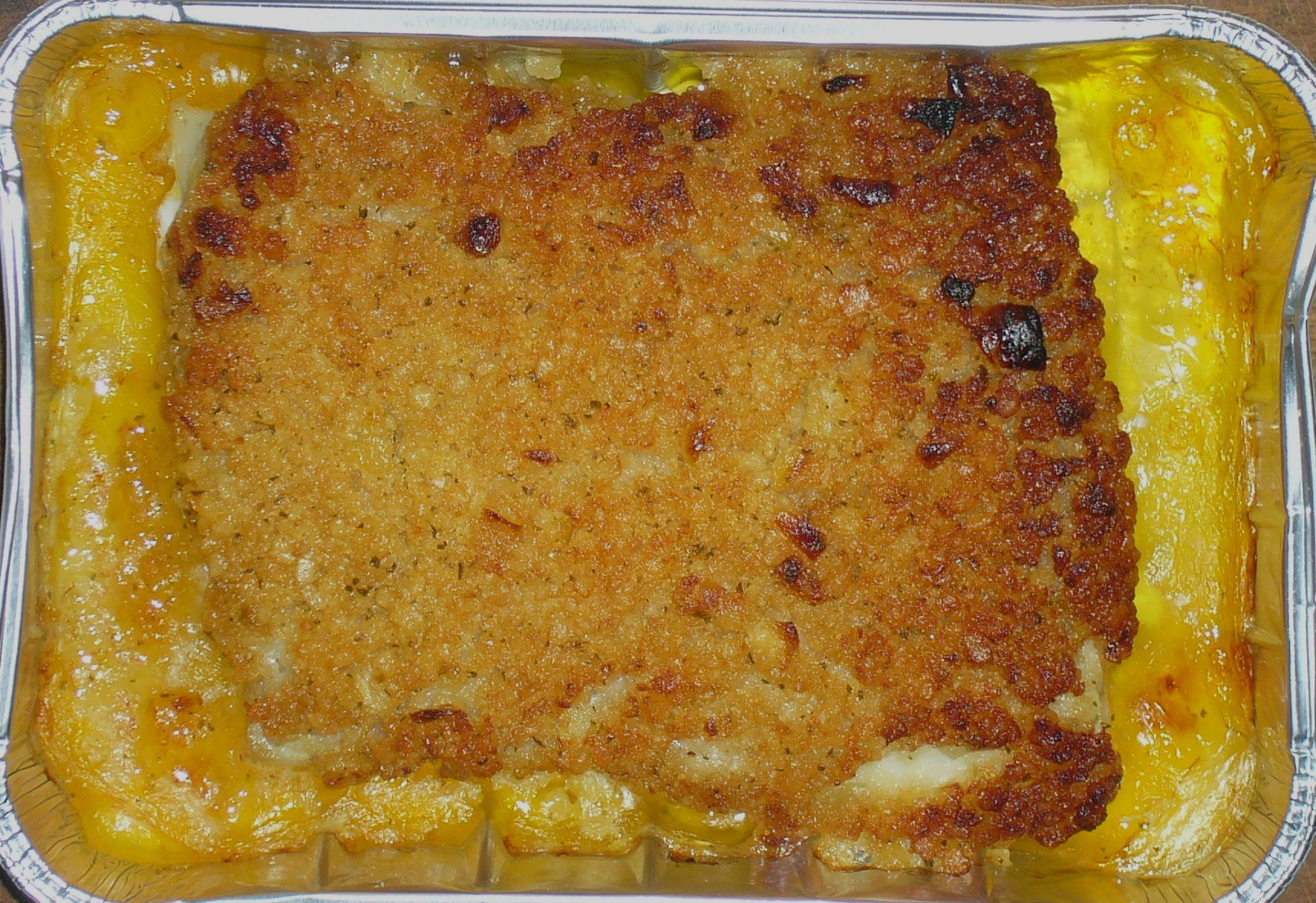
Gebackenes Schlemmerfilet

Unter der Bezeichnung Schlemmerfilet vertreiben verschiedene Hersteller der Lebensmittelindustrie ein Tiefkühlgericht mit Fisch (ganz überwiegend Seefisch). Es handelt sich um einen zumeist etwa 2–3 cm hohen, 11 cm breiten und 16 cm langen Block grätenfreien Fisches, häufig Filets vom Pazifischen Pollack („Alaska-Seelachs“), auf dem ein etwa 0,5 cm dicker Belag (bei der Variante „à la Bordelaise“ beispielsweise aus Semmelbröseln, Kräutern, Gewürzen und Fett) aufgebracht ist. Der Fischblock wird aus Blöcken tiefgefrorenen Fisches hergestellt und besteht in der Regel aus mehreren Fischstücken. Das Produkt wird üblicherweise in einer Aluminiumschale ausgeliefert, die auch zur Zubereitung verwendet werden kann. Zuweilen wird auch eine Pappschale verwendet, etwa bei den Produkten von Frosta, Iglo, Edeka und Apetito.

## Abgrenzung zuà la Bordelaise
Die als „Bordelaise“ bezeichnete Auflage auf dem Fisch hat keine Verwandtschaft zur Sauce bordelaise oder der auch bei Fisch anwendbaren klassischen Garnitur „à la Bordelaise“ der französischen Küche, welche die Verwendung der Bonnefoy-Sauce voraussetzen würde. Laut Iglo soll der Zusatz „Bordelaise“ in der Produktbezeichnung an die französische Esskultur „anknüpfen“.

## Zubereitung
Schlemmerfilets werden zubereitet, indem die Aluminium- oder Pappschale mit dem tiefgekühlten Lebensmittel etwa 40 Minuten bei etwa 200 °C im Backofen erhitzt wird. Hierbei soll der Belag teilweise schmelzen. Der geschmolzene Teil soll sich mit dem Fischsaft zu einer Soße verbinden, während der auf dem Fisch verbleibende andere Teil durch die Maillard-Reaktion eine aromatische Kruste bilden soll.

## Geschichte und konsumkulturelle Aspekte
Das „Schlemmerfilet à la Bordelaise“ hat eine besondere konsumkulturelle Bedeutung. 1969 wurde es in Deutschland von der Firma Langnese-Iglo GmbH, die zum internationalen Konzern Unilever gehörte, auf den Markt gebracht. Damit war das „Schlemmerfilet à la Bordelaise“ eines der ersten sogenannten Fertigprodukte in Deutschland. Das Produkt ist bis heute erhältlich und erfreut sich weiter großer Beliebtheit. In den nachfolgenden Jahren wurden weitere „Schlemmerfilets“ mit Belägen in diversen anderen Geschmacksrichtungen kreiert. Die Eintragung der Wortmarke „Schlemmerfilet à la Bordelaise“ wurde vom Deutschen Patentamt per 1. Januar 1986 abgelehnt. Inzwischen bringen viele Tiefkühlkosthersteller „Schlemmerfilets“ und solche „à la Bordelaise“ heraus, die sich in Art und Zubereitung der Zutaten bis heute eng an die von Langnese-Iglo geprägte Form anlehnen.